# Мирослав Боршош
Мирослав Ласло Боршош е български предприемач и политик. Общински съветник в Столичния общински съвет от местните избори през 2023 г. до избирането му за министър на туризма в правителството на Росен Желязков на 16 януари 2025 година.

## Биография
Роден е на 8 декември 1972 г. Баща му е унгарец и малко след раждането на Боршош семейството заминава за Унгария. Дядо му, Ерньо Боршош, е професионален цигулар. Завръща се в България, след като майка му и баща му се разделят. Следва една година педагогика в Софийския университет, след което се прехвърля в новооткритата специалност „Културология“, която завършва през 1996 г. Специализира теория на културата. Дипломната му работа е „Културни измерения на прехода в България“.
Дългогодишен член и активист на Съюза на демократичните сили. През 1997 г., когато Надежда Нейнски е министър на външните работи в правителството на Иван Костов, той постъпва на работа в екипа ѝ като специалист в управление „Информация“. След това е парламентарен секретар на министерството на външните работи. След като СДС губи властта през 2001 г. от НДСВ, Боршош е избран за лидер на младежката организация на СДС. Прекратява партийната си дейност, след като влиза в управлението на вестник „Новинар“ през 2005 г.
Пред 2005 г. Боршош е в инициативния комитет по издигането на Бойко Борисов за кмет на София на частичните кметски избори.
Той е собственик на сайта „Всеки ден“ до началото на юни 2009 г., когато едноличен собственик на капитала става „Всеки ден медия“ ЕАД, за което дружество също се твърди, че е в сферата на влияние на Делян Пеевски. Според Търговския регистър Боршош е в съвета на директорите на дружеството заедно с Мартин Радославов до средата на ноември 2009 г.
Той е съсобственик на вестник „Новинар“ заедно с Любен Дилов-син. Придобиването на дяловете от Дилов-син в изданието става през 2005 г. заедно с компании, близки до някогашния председател на Столичния общински съвет Антоан Николов. А до 2007 г. собствеността в акционерното дружество „Новинар медия“ АД е разпределена поравно между Мирослав Боршош и Любен Дилов-син. През 2007 г. Боршош освобождава поста главен редактор.
Продуцентската компания на Боршош „Артишок“ продуцира театралния фестивал „София моно“ в парка на Военната академия в София през 2011 и 2012 г. – с моноспектакли на Камен Донев, Мариус Куркински, Мая Новоселска, Мариан Вълев. Организира и концерти. Той е продуцент на сериала „Недадените“ по БНТ, посветен на спасяването на българските евреи.
През декември 2014 г. г. Боршош е назначен за директор на Националния дворец на културата. През юни 2017 г. е уволнен от министър Лиляна Павлова, към онзи момент принципал на управляваното от него търговско дружество. През 2018 г. срещу него е повдигнато обвинение за умишлена безстопанственост в особено големи размери.
На 27 септември 2018 г. Боршош открива клуб „Книгата“ недалеч от НДК, където под негово ръководство три години преди това е създаден литературен клуб „Перото“.
На 11 май 2021 г. е назначен за заместник-кмет по направление „Култура, образование, спорт и младежки дейности“ на Столична община.
На 16 януари 2025 г. е избран за министър на туризма в кабинета ,,Желязков’’.

## Семейство
Боршош има три дъщери – Лора, Матеа и Радина, която е актриса в Народния театър „Иван Вазов“.